# Чирпанска кория
Чирпанска кория е защитена местност в България. Разположена е в землището на Чирпан.
Разположена е на площ 58 ha. Обявена е на 8 декември 1966 г. с цел опазване на вековна дъбова гора.
На територията на защитената местност се забраняват:
- да се секат, кастрят и повреждат дърветата, както и да се късат или изкореняват всякакви растения;
- да се преследват или убиват дивите животни или техните малки или да се развалят гнездата или леговищата на същите;
- да се разкриват кариери за камъни, пясък или пръст, с което се поврежда и изменя естествения образ на местността, включително и водните течения.[1]